# 1994–1995-ös UEFA-bajnokok ligája (csoportkör)
Az 1994–1995-ös UEFA-bajnokok ligája csoportkörének mérkőzéseit 1994. szeptember 14. és december 7. között játszották le.
A csoportkörben 16 csapat vett részt, a sorsoláskor négy darab négycsapatos csoportot képeztek. A csoportokban a csapatok körmérkőzéses, oda-visszavágós rendszerben mérkőztek meg egymással. A csoportok első két helyén záró csapat az egyenes kieséses szakaszba jutott, a harmadik és negyedik helyezettek kiestek.

## Csoportok
Az időpontok helyi idő szerint értendők.

### A csoport
| Hely. | Csapat            | M | Gy | D | V | G+ | G– | Gk | P | Továbbjutás                                |     | GOT | BAR | MUN | GAL |
| ----- | ----------------- | - | -- | - | - | -- | -- | -- | - | ------------------------------------------ | --- | --- | --- | --- | --- |
| 1.    | IFK Göteborg      | 6 | 4  | 1 | 1 | 10 | 7  | +3 | 9 | Továbbjutott az egyenes kieséses szakaszba |     | —   | 2–1 | 3–1 | 1–0 |
| 2.    | FC Barcelona      | 6 | 2  | 2 | 2 | 11 | 8  | +3 | 6 | Továbbjutott az egyenes kieséses szakaszba |     | 1–1 | —   | 4–0 | 2–1 |
| 3.    | Manchester United | 6 | 2  | 2 | 2 | 11 | 11 | 0  | 6 |                                            |     | 4–2 | 2–2 | —   | 4–0 |
| 4.    | Galatasaray       | 6 | 1  | 1 | 4 | 3  | 9  | −6 | 3 |                                            | 0–1 | 2–1 | 0–0 | —   |     |

| 1994. szeptember 14. 20:30 |

| FC Barcelona        | 2–1               | Galatasaray    |
| ------------------- | ----------------- | -------------- |
| Koeman 30' Amor 50' | (1–1) Jegyzőkönyv | Türkyilmaz 14' |

| Camp Nou, Barcelona Nézőszám: 70 000 Játékvezető: Piero Ceccarini (olasz) |

| 1994. szeptember 14. 19:30 |

| Manchester United                        | 4–2               | IFK Göteborg            |
| ---------------------------------------- | ----------------- | ----------------------- |
| Giggs 33' 65' Kanchelskis 46' Sharpe 70' | (1–1) Jegyzőkönyv | Pettersson 27' Rehn 48' |

| Old Trafford, Manchester Nézőszám: 33 625 Játékvezető: Guy Goethals (belga) |

| 1994. szeptember 28. 21:30 |

| Galatasaray | 0–0         | Manchester United |
| ----------- | ----------- | ----------------- |
|             | Jegyzőkönyv |                   |

| Ali Sami Yen Stadium, Isztambul Nézőszám: 28 605 Játékvezető: Mario van der Ende (holland) |

| 1994. szeptember 28. 20:30 |

| IFK Göteborg                 | 2–1               | FC Barcelona  |
| ---------------------------- | ----------------- | ------------- |
| Erlingmark 74' Blomqvist 89' | (0–1) Jegyzőkönyv | Stoichkov 10' |

| Ullevi, Göteborg Nézőszám: 35 000 Játékvezető: Bernd Heynemann (német) |

| 1994. október 19. 20:30 |

| IFK Göteborg   | 1–0               | Galatasaray |
| -------------- | ----------------- | ----------- |
| Erlingmark 76' | (0–0) Jegyzőkönyv |             |

| Ullevi, Göteborg Nézőszám: 26 000 Játékvezető: Gerd Grabher (osztrák) |

| 1994. október 19. 19:30 |

| Manchester United     | 2–2               | FC Barcelona           |
| --------------------- | ----------------- | ---------------------- |
| Hughes 19' Sharpe 80' | (1–1) Jegyzőkönyv | Romário 34' Bakero 49' |

| Old Trafford, Manchester Nézőszám: 40 064 Játékvezető: Ion Crăciunescu (román) |

| 1994. november 2. 20:30 |

| FC Barcelona                            | 4–0               | Manchester United |
| --------------------------------------- | ----------------- | ----------------- |
| Stoichkov 9' 52' Romário 45' Ferrer 88' | (2–0) Jegyzőkönyv |                   |

| Camp Nou, Barcelona Nézőszám: 11 427 Játékvezető: Joël Quiniou (francia) |

| 1994. november 2. 21:30 |

| Galatasaray | 0–1               | IFK Göteborg   |
| ----------- | ----------------- | -------------- |
|             | (0–0) Jegyzőkönyv | Erlingmark 86' |

| Ali Sami Yen Stadium, Isztambul Nézőszám: 27 300 Játékvezető: Vaclav Krondl (cseh) |

| 1994. november 23. 21:30 |

| Galatasaray                               | 2–1               | FC Barcelona |
| ----------------------------------------- | ----------------- | ------------ |
| Hakan 71' (11-esből) Busquets 87' (öngól) | (0–1) Jegyzőkönyv | Romário 15'  |

| Ali Sami Yen Stadium, Isztambul Nézőszám: 18 375 Játékvezető: Vadim Zhuk (fehérorosz) |

| 1994. november 23. 20:30 |

| IFK Göteborg                                       | 3–1               | Manchester United |
| -------------------------------------------------- | ----------------- | ----------------- |
| Blomqvist 11' Erlingmark 65' Kåmark 72' (11-esből) | (1–0) Jegyzőkönyv | Hughes 64'        |

| Ullevi, Göteborg Nézőszám: 36 385 Játékvezető: Alfredo Trentalange (olasz) |

| 1994. december 7. 20:30 |

| FC Barcelona | 1–1               | IFK Göteborg |
| ------------ | ----------------- | ------------ |
| Bakero 81'   | (0–0) Jegyzőkönyv | Rehn 88'     |

| Camp Nou, Barcelona Nézőszám: 76 000 Játékvezető: Frans van den Wijngaert (belga) |

| 1994. december 7. 19:30 |

| Manchester United                                  | 4–0               | Galatasaray |
| -------------------------------------------------- | ----------------- | ----------- |
| Davies 3' Beckham 38' Keane 49' Bülent 88' (öngól) | (2–0) Jegyzőkönyv |             |

| Old Trafford, Manchester Nézőszám: 39 220 Játékvezető: Ryszard Wójcik (lengyel) |

### B csoport
| Hely. | Csapat              | M | Gy | D | V | G+ | G– | Gk | P  | Továbbjutás                                |     | PAR | BAY | SPM | DKV |
| ----- | ------------------- | - | -- | - | - | -- | -- | -- | -- | ------------------------------------------ | --- | --- | --- | --- | --- |
| 1.    | Paris Saint-Germain | 6 | 6  | 0 | 0 | 12 | 3  | +9 | 12 | Továbbjutott az egyenes kieséses szakaszba |     | —   | 2–0 | 4–1 | 1–0 |
| 2.    | FC Bayern München   | 6 | 2  | 2 | 2 | 8  | 7  | +1 | 6  | Továbbjutott az egyenes kieséses szakaszba |     | 0–1 | —   | 2–2 | 1–0 |
| 3.    | Szpartak Moszkva    | 6 | 1  | 2 | 3 | 8  | 12 | −4 | 4  |                                            |     | 1–2 | 1–1 | —   | 1–0 |
| 4.    | Dinamo Kijiv        | 6 | 1  | 0 | 5 | 5  | 11 | −6 | 2  |                                            | 1–2 | 1–4 | 3–2 | —   |     |

| 1994. szeptember 14. 21:30 |

| Dinamo Kijiv                | 3–2               | Szpartak Moszkva         |
| --------------------------- | ----------------- | ------------------------ |
| Leonenko 48' 76' Rebrov 86' | (0–2) Jegyzőkönyv | Pisarev 12' Tikhonov 39' |

| Respublikanskiy Stadium, Kijev Nézőszám: 90 500 Játékvezető: Gerd Grabher (osztrák) |

| 1994. szeptember 14. 20:30 |

| Paris Saint-Germain | 2–0               | Bayern München |
| ------------------- | ----------------- | -------------- |
| Weah 41' Bravo 83'  | (1–0) Jegyzőkönyv |                |

| Parc des Princes, Párizs Nézőszám: 36 924 Játékvezető: David Elleray (angol) |

| 1994. szeptember 28. 20:30 |

| Bayern München | 1–0               | Dinamo Kijiv |
| -------------- | ----------------- | ------------ |
| Scholl 9'      | (1–0) Jegyzőkönyv |              |

| Olympiastadion, München Nézőszám: 26 000 Játékvezető: Ion Crăciunescu (román) |

| 1994. szeptember 28. 19:15 |

| Szpartak Moszkva | 1–2               | Paris Saint-Germain   |
| ---------------- | ----------------- | --------------------- |
| Rakhimov 40'     | (1–0) Jegyzőkönyv | Le Guen 52' Valdo 60' |

| Luzsnyiki Stadion, Moszkva Nézőszám: 30 000 Játékvezető: Bo Karlsson (svéd) |

| 1994. október 19. 21:30 |

| Dinamo Kijiv            | 1–2               | Paris Saint-Germain |
| ----------------------- | ----------------- | ------------------- |
| Leonenko 33' (11-esből) | (1–1) Jegyzőkönyv | Guérin 26' Weah 75' |

| Respublikanskiy Stadium, Kijev Nézőszám: 70 000 Játékvezető: Piero Ceccarini (olasz) |

| 1994. október 19. 19:15 |

| Szpartak Moszkva | 1–1               | Bayern München |
| ---------------- | ----------------- | -------------- |
| Pisarev 77'      | (0–0) Jegyzőkönyv | Babbel 90'     |

| Luzsnyiki Stadion, Moszkva Nézőszám: 10 000 Játékvezető: Guy Goethals (belga) |

| 1994. november 2. 20:30 |

| Bayern München            | 2–2               | Szpartak Moszkva          |
| ------------------------- | ----------------- | ------------------------- |
| Nerlinger 28' Kuffour 36' | (2–2) Jegyzőkönyv | Tikhonov 4' Alenichev 32' |

| Olympiastadion, München Nézőszám: 31 000 Játékvezető: Mario van der Ende (holland) |

| 1994. november 2. 20:30 |

| Paris Saint-Germain | 1–0               | Dinamo Kijiv |
| ------------------- | ----------------- | ------------ |
| Weah 68'            | (0–0) Jegyzőkönyv |              |

| Parc des Princes, Párizs Nézőszám: 33 741 Játékvezető: Ahmet Çakar (török) |

| 1994. november 23. 20:30 |

| Bayern München | 0–1               | Paris Saint-Germain |
| -------------- | ----------------- | ------------------- |
|                | (0–0) Jegyzőkönyv | Weah 80'            |

| Olympiastadion, München Nézőszám: 46 000 Játékvezető: Manuel Díaz Vega (spanyol) |

| 1994. november 23. 18:00 |

| Szpartak Moszkva | 1–0               | Dinamo Kijiv |
| ---------------- | ----------------- | ------------ |
| Mukhamadiev 51'  | (0–0) Jegyzőkönyv |              |

| Luzsnyiki Stadion, Moszkva Nézőszám: 30 000 Játékvezető: Rune Pedersen (norvég) |

| 1994. december 7. 21:30 |

| Dinamo Kijiv   | 1–4               | Bayern München                         |
| -------------- | ----------------- | -------------------------------------- |
| Shevchenko 38' | (1–1) Jegyzőkönyv | Nerlinger 45' Papin 57' 82' Scholl 87' |

| Respublikanskiy Stadium, Kijev Nézőszám: 25 000 Játékvezető: Vaclav Krondl (cseh) |

| 1994. december 7. 20:30 |

| Paris Saint-Germain             | 4–1               | Szpartak Moszkva |
| ------------------------------- | ----------------- | ---------------- |
| Weah 30' 52' Ginola 42' Raí 59' | (2–0) Jegyzőkönyv | Rodionov 67'     |

| Parc des Princes, Párizs Nézőszám: 31 461 Játékvezető: Atanas Uzunov (bolgár) |

### C csoport
| Hely. | Csapat           | M | Gy | D | V | G+ | G– | Gk | P | Továbbjutás                                |     | BEN | HAJ | STE | AND |
| ----- | ---------------- | - | -- | - | - | -- | -- | -- | - | ------------------------------------------ | --- | --- | --- | --- | --- |
| 1.    | Benfica          | 6 | 3  | 3 | 0 | 9  | 5  | +4 | 9 | Továbbjutott az egyenes kieséses szakaszba |     | —   | 2–1 | 2–1 | 3–1 |
| 2.    | Hajduk Split     | 6 | 2  | 2 | 2 | 5  | 7  | −2 | 6 | Továbbjutott az egyenes kieséses szakaszba |     | 0–0 | —   | 1–4 | 2–1 |
| 3.    | Steaua Bucureşti | 6 | 1  | 3 | 2 | 7  | 6  | +1 | 5 |                                            |     | 1–1 | 0–1 | —   | 1–1 |
| 4.    | Anderlecht       | 6 | 0  | 4 | 2 | 4  | 7  | −3 | 4 |                                            | 1–1 | 0–0 | 0–0 | —   |     |

| 1994. szeptember 14. 20:30 |

| Anderlecht | 0–0         | Steaua Bucureşti |
| ---------- | ----------- | ---------------- |
|            | Jegyzőkönyv |                  |

| Constant Vanden Stock Stadium, Brüsszel Nézőszám: 13 053 Játékvezető: Leslie Mottram (skót) |

| 1994. szeptember 14. 20:30 |

| Hajduk Split | 0–0         | Benfica |
| ------------ | ----------- | ------- |
|              | Jegyzőkönyv |         |

| Poljud, Split Nézőszám: 26 000 Játékvezető: Serge Muhmenthaler (svájci) |

| 1994. szeptember 28. 19:30 |

| Benfica                      | 3–1               | Anderlecht                |
| ---------------------------- | ----------------- | ------------------------- |
| Caniggia 26' 40' Tavares 72' | (2–0) Jegyzőkönyv | Paulo Madeira 88' (öngól) |

| Estádio da Luz, Lisszabon Nézőszám: 32 000 Játékvezető: Vadim Zhuk (fehérorosz) |

| 1994. szeptember 28. 21:30 |

| Steaua Bucureşti | 0–1               | Hajduk Split |
| ---------------- | ----------------- | ------------ |
|                  | (0–0) Jegyzőkönyv | Asanović 89' |

| Steaua Stadion, Bukarest Nézőszám: 20 000 Játékvezető: Vaclav Krondl (cseh) |

| 1994. október 19. 19:30 |

| Benfica                                | 2–1               | Steaua Bucureşti |
| -------------------------------------- | ----------------- | ---------------- |
| Caniggia 44' (11-esből) João Pinto 60' | (1–0) Jegyzőkönyv | Militaru 89'     |

| Estádio da Luz, Lisszabon Nézőszám: 35 000 Játékvezető: David Elleray (angol) |

| 1994. október 19. 20:30 |

| Hajduk Split              | 2–1               | Anderlecht |
| ------------------------- | ----------------- | ---------- |
| Pralija 34' Butorović 86' | (1–0) Jegyzőkönyv | Weber 88'  |

| Poljud, Split Nézőszám: 26 000 Játékvezető: Antonio López Nieto (spanyol) |

| 1994. november 2. 21:30 |

| Steaua Bucureşti | 1–1               | Benfica    |
| ---------------- | ----------------- | ---------- |
| Panduru 27'      | (1–0) Jegyzőkönyv | Hélder 63' |

| Steaua Stadion, Bukarest Nézőszám: 17 000 Játékvezető: Leif Sundell (svéd) |

| 1994. november 2. 20:30 |

| Anderlecht | 0–0         | Hajduk Split |
| ---------- | ----------- | ------------ |
|            | Jegyzőkönyv |              |

| Constant Vanden Stock Stadium, Brüsszel Nézőszám: 21 000 Játékvezető: Markus Merk (német) |

| 1994. november 23. 19:30 |

| Benfica                   | 2–1               | Hajduk Split     |
| ------------------------- | ----------------- | ---------------- |
| Isaías 32' João Pinto 76' | (1–0) Jegyzőkönyv | Andrijašević 71' |

| Estádio da Luz, Lisszabon Nézőszám: 31 000 Játékvezető: John Blankenstein (holland) |

| 1994. november 23. 21:30 |

| Steaua Bucureşti | 1–1               | Anderlecht |
| ---------------- | ----------------- | ---------- |
| Doboş 54'        | (0–1) Jegyzőkönyv | Bosman 43' |

| Steaua Stadion, Bukarest Nézőszám: 10 000 Játékvezető: Ilkka Koho (finn) |

| 1994. december 7. 20:30 |

| Anderlecht | 1–1               | Benfica     |
| ---------- | ----------------- | ----------- |
| Rutjes 48' | (0–0) Jegyzőkönyv | Edilson 82' |

| Constant Vanden Stock Stadium, Brüsszel Nézőszám: 20 000 Játékvezető: Marc Batta (francia) |

| 1994. december 7. 20:30 |

| Hajduk Split     | 1–4               | Steaua Bucureşti                   |
| ---------------- | ----------------- | ---------------------------------- |
| Andrijašević 48' | (0–3) Jegyzőkönyv | Ilie 11' 32' Lăcătuş 23' Gâlcă 90' |

| Poljud, Split Nézőszám: 15 000 Játékvezető: Jim McCluskey (skót) |

### D csoport
| Hely. | Csapat          | M | Gy | D | V | G+ | G– | Gk | P  | Továbbjutás                                |     | AJX | MIL | SAL | AEK |
| ----- | --------------- | - | -- | - | - | -- | -- | -- | -- | ------------------------------------------ | --- | --- | --- | --- | --- |
| 1.    | Ajax            | 6 | 4  | 2 | 0 | 9  | 2  | +7 | 10 | Továbbjutott az egyenes kieséses szakaszba |     | —   | 2–0 | 1–1 | 2–0 |
| 2.    | AC Milan        | 6 | 3  | 1 | 2 | 6  | 5  | +1 | 5  | Továbbjutott az egyenes kieséses szakaszba |     | 0–2 | —   | 3–0 | 2–1 |
| 3.    | Casino Salzburg | 6 | 1  | 3 | 2 | 4  | 6  | −2 | 5  |                                            |     | 0–0 | 0–1 | —   | 0–0 |
| 4.    | AÉK             | 6 | 0  | 2 | 4 | 3  | 9  | −6 | 2  |                                            | 1–2 | 0–0 | 1–3 | —   |     |

1. ↑  Az AC Milantól 2 pontot levontak a szeptember 28-i AC Milan–Casino Salzburg mérkőzésen történtek miatt.

| 1994. szeptember 14. 20:30 |

| Ajax                        | 2–0               | AC Milan |
| --------------------------- | ----------------- | -------- |
| R. de Boer 51' Litmanen 65' | (0–0) Jegyzőkönyv |          |

| Olympisch Stadium, Amszterdam Nézőszám: 35 000 Játékvezető: Antonio López Nieto (spanyol) |

| 1994. szeptember 14. 20:30 |

| Casino Salzburg | 0–0         | AÉK |
| --------------- | ----------- | --- |
|                 | Jegyzőkönyv |     |

| Ernst-Happel-Stadion, Bécs Nézőszám: 23 000 Játékvezető: Rémi Harrel (francia) |

| 1994. szeptember 28. 21:30 |

| AÉK            | 1–2               | Ajax                      |
| -------------- | ----------------- | ------------------------- |
| Szavevszki 30' | (1–1) Jegyzőkönyv | Litmanen 33' Kluivert 59' |

| Nikos Goumas Stadium, Nea Filadelfeia Nézőszám: 24 747 Játékvezető: Markus Merk (német) |

| 1994. szeptember 28. 20:30 |

| AC Milan                   | 3–0               | Casino Salzburg |
| -------------------------- | ----------------- | --------------- |
| Stroppa 40' Simone 59' 64' | (1–0) Jegyzőkönyv |                 |

| San Siro, Milánó Nézőszám: 23 000 Játékvezető: Leif Sundell (svéd) |

A Salzburg kapusát Otto Konradot a nézőtérről fejen dobták egy műanyag palackkal. A kapust lecserélték és kórházba szállították. A történtek miatt a Milantól 2 pontot levontak és a következő két mérkőzésüket nem játszhatták a San Siróban.
| 1994. október 19. 21:30 |

| AÉK | 0–0         | AC Milan |
| --- | ----------- | -------- |
|     | Jegyzőkönyv |          |

| Nikos Goumas Stadium, Nea Filadelfeia Nézőszám: 19 699 Játékvezető: Puhl Sándor (magyar) |

| 1994. október 19. 20:30 |

| Casino Salzburg | 0–0         | Ajax |
| --------------- | ----------- | ---- |
|                 | Jegyzőkönyv |      |

| Ernst-Happel-Stadion, Bécs Nézőszám: 19 500 Játékvezető: Kurt Röthlisberger (svájci) |

| 1994. november 2. 20:30 |

| Ajax         | 1–1               | Casino Salzburg |
| ------------ | ----------------- | --------------- |
| Litmanen 85' | (0–0) Jegyzőkönyv | Kocijan 63'     |

| Olympisch Stadion, Amszterdam Nézőszám: 41 000 Játékvezető: Les Mottram (skót) |

| 1994. november 2. 20:30 |

| AC Milan        | 2–1               | AÉK            |
| --------------- | ----------------- | -------------- |
| Panucci 68' 74' | (0–1) Jegyzőkönyv | Szavevszki 16' |

| Stadio Nereo Rocco, Trieste Nézőszám: 17 264 Játékvezető: Vadim Zhuk (fehérorosz) |

| 1994. november 23. 21:30 |

| AÉK         | 1–3               | Casino Salzburg                    |
| ----------- | ----------------- | ---------------------------------- |
| Vlachos 28' | (1–2) Jegyzőkönyv | Pfeifenberger 7' 9' Hasenhüttl 77' |

| Nikos Goumas Stadium, Nea Filadelfeia Nézőszám: 15 000 Játékvezető: Guy Goethals (belga) |

| 1994. november 23. 20:30 |

| AC Milan | 0–2               | Ajax                           |
| -------- | ----------------- | ------------------------------ |
|          | (0–1) Jegyzőkönyv | Litmanen 2' Baresi 66' (öngól) |

| Stadio Nereo Rocco, Trieste Nézőszám: 29 764 Játékvezető: Peter Mikkelsen (dán) |

| 1994. december 7. 20:30 |

| Ajax          | 2–0               | AÉK |
| ------------- | ----------------- | --- |
| Oulida 7' 81' | (1–0) Jegyzőkönyv |     |

| Olympisch Stadion, Amszterdam Nézőszám: 39 138 Játékvezető: Jorge Coroado (portugál) |

| 1994. december 7. 20:30 |

| Casino Salzburg | 0–1               | AC Milan    |
| --------------- | ----------------- | ----------- |
|                 | (0–1) Jegyzőkönyv | Massaro 26' |

| Ernst-Happel-Stadion, Bécs Nézőszám: 48 000 Játékvezető: Ion Crăciunescu (román) |